# Локня (притока Виру)
Ло́кня — річка в Україні, у межах Сумського району Сумської області. Ліва притока Виру (басейн Дніпра).

## Опис
Довжина річки 26 км, похил річки — 0,69 м/км, площа басейну 169 км². На річці багато озер.

## Розташування
Витоки річки беруть початок біля села Сергіївка. Впадає в річку Вир біля смт Улянівка.